# Malvasia nera
Malvasia nera – szczep winorośli o ciemnej skórce, uprawiany w południowych Włoszech.

## Charakterystyka
Ze skrzyżowania malvasia nera i rupestris ganzin powstał szczep millardet et grasset 366.

## Wina
Malvasia nera jest tradycyjnie kupażowana z odmianą negroamaro, choć produkuje się także wina jednoodmianowe. Wina są aromatyczno-owocowe z delikatnym finiszem. Apelacja DOC Lizzano dopuszcza zarówno 100% udział malvasia nera lub jako składnik w winach czerwonych i różowych. Jako dodatek jest typowa dla wina salice salentino i dozwolona także w apulijskich apelacjach DOC Alezio, Brindisi, Copertino, Gioia del Colle, Leverano, Matino, Nardo i Ostuni, Squinzano.

## Rozpowszechnienie
Malvasia nera jest uprawiana w Apulii.

## Synonimy
Istnieje kilka synonimów wskazujących na pochodzenie (np. malvasia di bari) lub cechy (malvasia odorosissima). Nazwa malvasia nera jest błędnie używane wobec kilku szczepów uznanych za osobne: np. malvasia nera di basilicata, malvasia nera di brindisi i plavina crna.